# 米格1.44战斗机
MiG-1.44/39战斗机（俄语：МиГ 1.44/39 МФИ）是蘇聯20世紀80年代米高揚設計局針對美國先進戰術戰鬥機發展計畫，所生產的一款技術驗證機«истребитель 1990-х годов»，在多功能前線戰鬥機（MFI）計畫它所得到的名稱為米格-39，北約代號為「Flatpack」（變種1.42/44為「Foxglove」）。
該機採用非常規的三角翼、雙垂尾的鴨式氣動佈局和可調式S型進氣道，機體大量採用了複合材料和可降低紅外特徵的技術，機身表面和進氣道內也採用了吸波塗層。MiG-1.44是蘇聯原為與美國競爭第五代戰鬥機而研發的，但因蘇聯解體導致米高揚設計局陷入資金短缺，只能生產出一架MiG-1.44的技術驗證機，於2000年2月29日首飛，可惜最後仍因拖延導致技術極度落後美國而被連同整個計劃一併放棄。

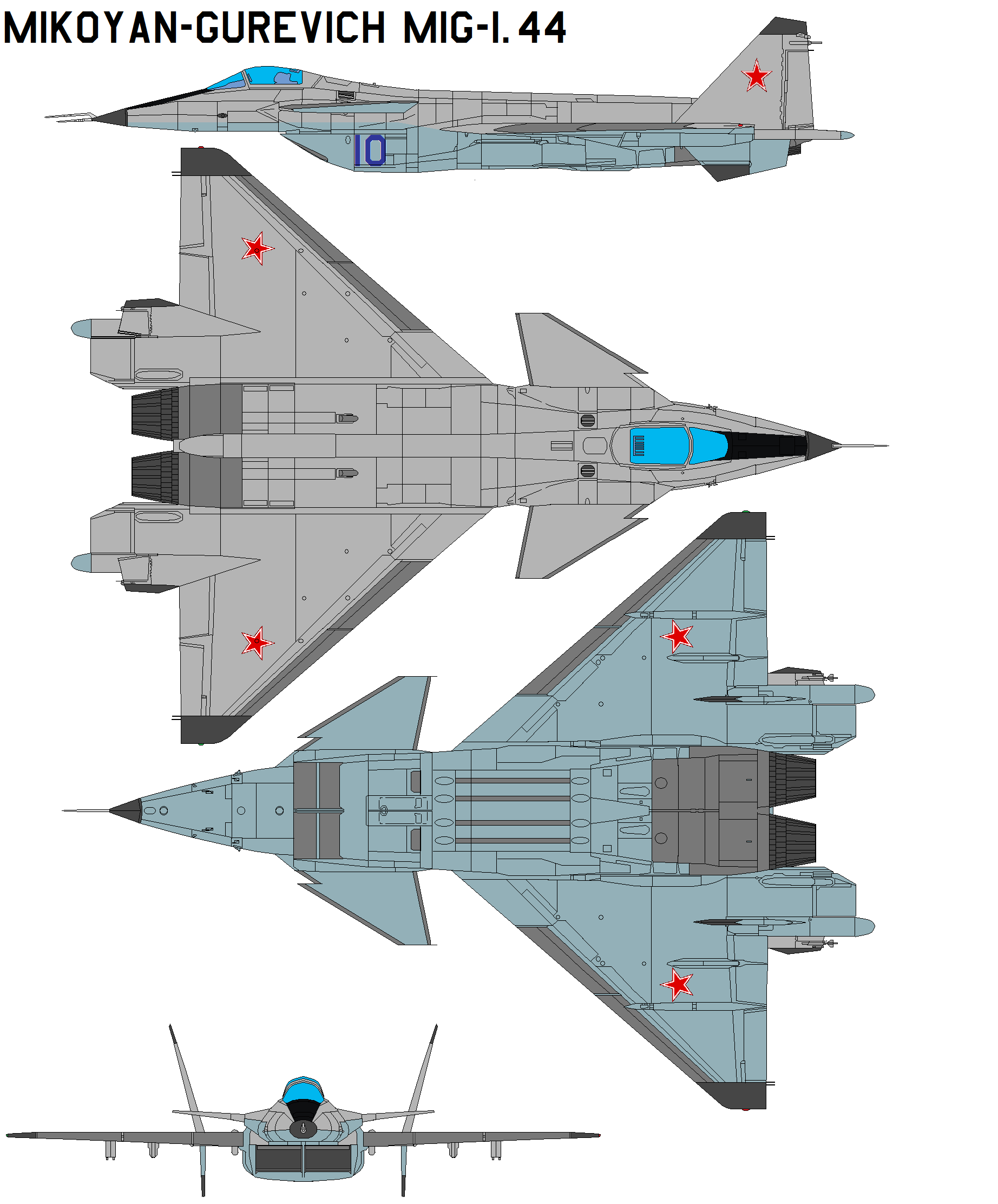